# Margrit Schiller
Margrit Schiller (Bonn, 1948) és una psicòloga i activista d'esquerres alemanya que va militar al Sozialistisches Patientenkollektiv (SPK) fins a la seva dissolució, i després a la Fracció de l'Exèrcit Roig (RAF), una guerrilla urbana amb sensibilitat internacionalista que actuava contra l'imperialisme i el colonialisme econòmic i tenia com a objectius les empreses que estaven espoliant Àfrica o que armaven els EUA a la Guerra del Vietnam.

## Biografia
Schiller va estudiar Psicologia a la Universitat de Bonn i a la Universitat Ruprecht Karl de Heidelberg.
El 25 de setembre de 1971, dos policies es van acostar a un vehicle mal aparcat a l'autopista Friburg de Brisgòvia-Basilea. Abans d'arribar al vehicle, però, dues persones van sortir-ne i van començar a disparar-los. Un dels dos policies va resultar greument ferit. Més endavant, els policies van identificar Schiller i Holger Meins com els seus agressors. El 22 d'octubre del mateix any Schiller va baixar l'estació de tren d'Hamburg al voltant de les 10 de la nit i en adonar-se que la policia l'estava seguint es va amagar en un aparcament. Més tard, es va trobar amb els seus camarades Irmgard Möller i Gerhard Müller, i quan la policia va intentar acostar-s'hi van córrer. Un dels policies va atrapar Schiller però hi va haver una baralla, li van disparar sis vegades i el van matar. L'altre policia va ser ferit al peu. Aquella nit al voltant de les 2 h, La policia es va acostar a una sospitosa en una cabina telefònica que va resultar ser Schiller. Va ser arrestada i sentenciada a 27 mesos de presó.
Schiller va ser alliberada el 1973 i va passar a la clandestinitat immediatament. Va estar involucrada en la reorganització de la RAF després de les detencions dels membres principals Ulrike Meinhof i Andreas Baader. Durant aquell temps va participar en atracaments a bancs. No obstant això, el 1974 va ser arrestada de nou després que la policia dugués a terme batudes a Hamburg i Frankfurt. Mentre va estar a la presó, Schiller va participar en vagues de fam.
El 1979 Schiller va ser alliberada de la presó. El 1985 es va traslladar a l'Havana i el 1993 es va establir a Montevideo. Després de deu anys a l'Uruguai, va tornar a Berlín. Va descriure la seva experiència a l'exili a les seves memòries titulades So siehst du gar nicht aus! (2011).